# Herdade Amália Rodrigues
A Herdade Amália Rodrigues, igualmente conhecida como Herdade Amália ou Herdade do Brejão, é uma unidade hoteleira na freguesia de São Teotónio, no Município de Odemira, na região do Alentejo, em Portugal. Está sediada numa casa construída pela fadista Amália Rodrigues na década de 1960.

## Descrição
O imóvel locaiza-se no alto de uma falésia, perto da Praia da Amália, a cerca de dois quilómetros da localidade de Brejão. Situa-se numa propriedade com cerca de dez hectares, que inclui um outro monumento histórico, o Moinho de Água da Assenha, que é mais antigo do que a casa. Devido à sua ligação à famosa artista Amália Rodrigues, a casa é considerada um marco importante em toda a região, e principalmente na localidade de Brejão. A casa foi desenhada por Conceição Silva, sendo considerada como uma das obras mais marcantes daquele arquitecto, onde aplicou soluções espaciais inspiradas nos trabalhos de Frank Lloyd Wright. Foi planeada de forma a oferecer boas vistas para o oceano, tendo a fadista comentado que a casa lhe dava «a sensação de estar num barco». Destacam-se igualmente os jardins, que foram trabalhados pela artista.
Nas imediações da casa encontra-se um concheiro, de período indeterminado, embora o conjunto de conchas descobertas no local seja muito reduzido.

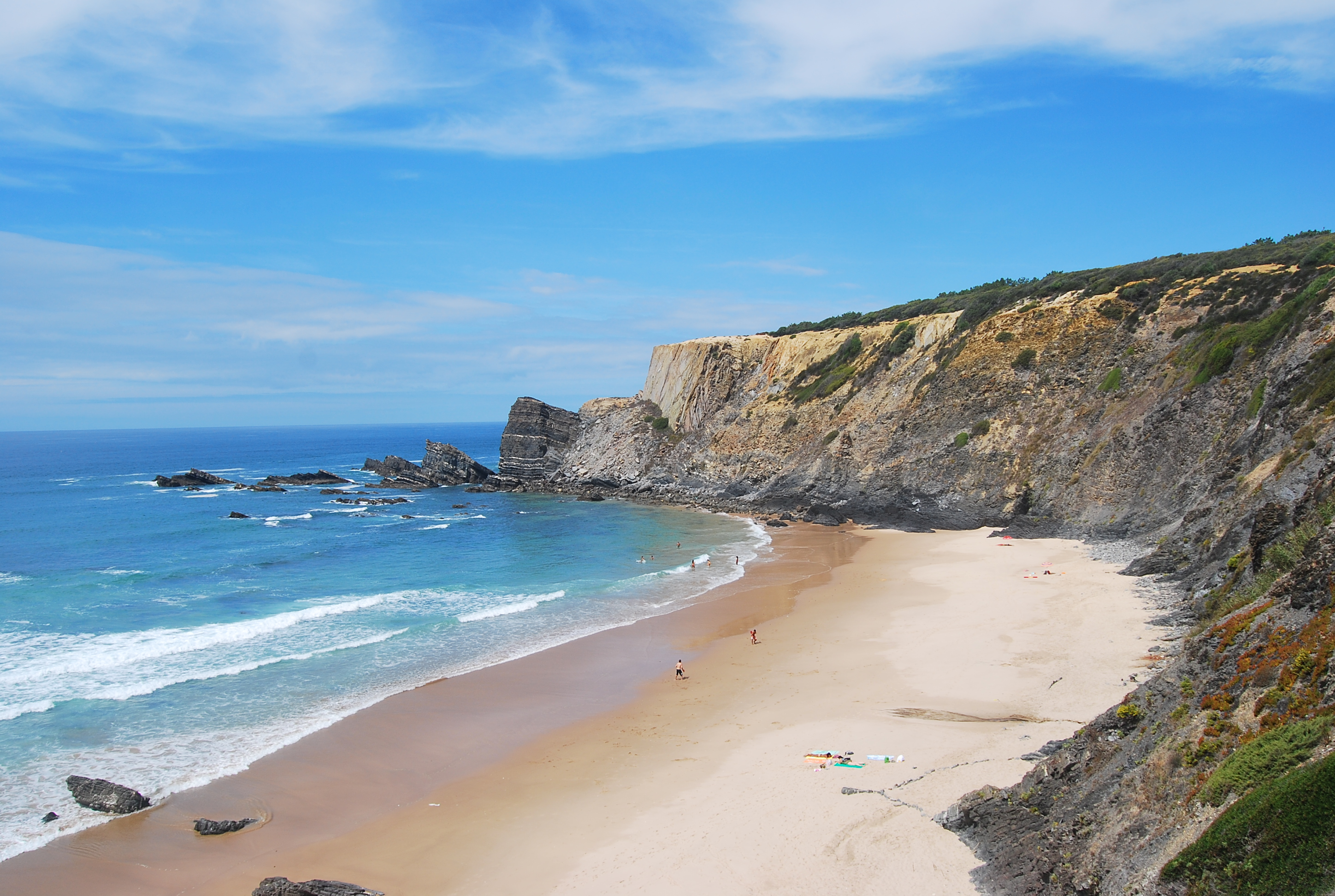
Praia da Amália, em 2008.

## História
Os terrenos foram adquiridos por Amália Rodrigues em meados dos anos 60, que pretendia utilizar o local como casa de férias. No início ocupava uma das três casas que já existiam na propriedade, e que ela própria decorava através da pintura de flores nas paredes. Nos finais da década, Amália Rodrigues e o seu esposo, César Seabra, construíram uma nova casa, com projecto de Conceição Silva. O casal utilizou a propriedade durante cerca de três décadas, tendo estado no local apenas dois dias antes de falecer, em 6 de Outubro de 1999. Embora a propriedade incluísse um caminho privado à praia da Assenha, a fadista permitiu o acesso público àquele local, que mudou de nome para Praia Amália.
Na transição para o século XXI, o jornalista Mário Rui Pereira formou, em conjunto com um grupo de cidadãos interessados, a Associação Diva Brejão, que tinha como finalidade promover a reabilitação da casa. Posteriormente, foi reabilitada e reconvertida numa casa de hóspedes, que foi inaugurada em Outubro de 2012. As obras foram totalmente financiadas pela Fundação Amália Rodrigues, de acordo com o testamento deixado pela fadista. Segundo o presidente da Fundação, João Aguiar, a reconversão da casa numa unidade hoteleira foi feita no sentido de apelar a «toda a gente que goste, respeite e considere Amália Rodrigues», embora mantendo a sua «auto-sustentabilidade financeira». A obra foi elogiada por Mário Rui Pereira, que considerou o espaço como «completamente modificado» e «muito digno».
Em Outubro de 2021, a Câmara Municipal de Odemira organizou um conjunto de iniciativas em homenagem a Amália Rodrigues, que incluiu uma visita à antiga casa da fadista, e uma missa campal nos terrenos da herdade.